# Браун, Стив
Стив Бра́ун (англ. Steve Brown; род. 22 ноября 1946, Galesville, Висконсин) — американский кёрлингист и тренер.
Играл в основном на позиции четвёртого. Был скипом команды.
Трёхкратный чемпион США среди мужчин (1982, 1986, 1991). В составе мужской сборной США участник чемпионатов мира 1982, 1986, 1991 и 2000, бронзовый призёр в 1986 и 1991.
В конце 1990-х занялся тренерской работой, в 2010-е годы тренировал в основном сборную США по кёрлингу на колясках.
В 1998 введён в Зал славы Ассоциации кёрлинга США (англ. United States Curling Association Hall of Fame).

## Достижения
- Чемпионат мира по кёрлингу среди мужчин: бронза (1986, 1991).
- Чемпионат США по кёрлингу среди мужчин: золото (1982, 1986, 1991), серебро (1980, 1985, 1987, 1989, 1992, 1995), бронза (1988, 1990, 1994, 1996, 1997).
- Чемпионат США по кёрлингу среди смешанных команд: золото (1984, 1988).
- Чемпионат мира по кёрлингу среди ветеранов: золото (2002), серебро (2004).
- Чемпионат США по кёрлингу среди ветеранов: золото (2002, 2004).
- Тренер по кёрлингу года Олимпийского комитета США (англ. U.S. Olympic Committee Curling Coach of the Year): 1996.
- Тренер по кёрлингу года Ассоциации кёрлинга США (англ. USA Curling Coach of the Year): 1996, 2012.

## Команды
| Сезон                                          | Четвёртый     | Третий        | Второй           | Первый             | Запасной                       | Турниры                       |
| ---------------------------------------------- | ------------- | ------------- | ---------------- | ------------------ | ------------------------------ | ----------------------------- |
| 1979—80                                        | Стив Браун    | Эд Шеффилд    | Джордж Годфри    | Vince Fitzgerald   |                                | [ 3 ]                         |
| 1981—82                                        | Стив Браун    | Эд Шеффилд    | Ханс Гастровски  | Джордж Годфри      | тренер: Elgie Noble            | ЧСША 1982 · ЧМ 1982 (9 место) |
| 1984—85                                        | Стив Браун    | Джефф Гудленд | Джордж Годфри    | Ханс Гастровски    |                                | [ 3 ]                         |
| 1985—86                                        | Стив Браун    | Уолли Генри   | Джордж Годфри    | Ричард Маскел      | Ханс Гастровски (ЧМ)           | ЧСША 1986 · ЧМ 1986           |
| 1986—87                                        | Стив Браун    | Уолли Генри   | Джордж Годфри    | Ричард Маскел      |                                | [ 3 ]                         |
| 1987—88                                        | Стив Браун    | Уолли Генри   | Джордж Годфри    | Ричард Маскел      |                                | [ 3 ]                         |
| 1988—89                                        | Стив Браун    | Уолли Генри   | Джордж Годфри    | Ричард Маскел      |                                | [ 3 ]                         |
| 1990—91                                        | Стив Браун    | Пол Пустовар  | Джордж Годфри    | Уолли Генри        | Майк Фрабони                   | ЧСША 1991 · ЧМ 1991           |
| 1991—92                                        | Стив Браун    | Пол Пустовар  | Джордж Годфри    | Ричард Маскел      | Майк Фрабони                   | [ 3 ]                         |
| 1993—94                                        | Пол Пустовар  | Стив Браун    | Джордж Годфри    | Ричард Маскел      |                                | [ 3 ]                         |
| 1994—95                                        | Пол Пустовар  | Дэйв Виолетт  | Ричард Маскел    | Стив Браун         |                                | ЧСША 1995                     |
| 1995—96                                        | Пол Пустовар  | Дэйв Виолетт  | Ричард Маскел    | Стив Браун         |                                | ЧСША 1996                     |
| 1996—97                                        | Стив Браун    | Дэйв Виолетт  | Ричард Маскел    | Пол Пустовар       |                                |                               |
| 1998—99                                        | Крейг Браун   | Matt Stevens  | Джон Брант       | Стив Браун         |                                |                               |
| 1999—00                                        | Крейг Браун   | Райан Куинн   | Джон Брант       | Джон Данлоп        | Стив Браун тренер: Diane Brown | ЧМ 2000 (4 место)             |
| 2001—02                                        | Larry Johnson | Stan Vinge    | Джордж Годфри    | Bill Kind          | Стив Браун                     | ЧСШАВ 2002 · ЧМВ 2002         |
| 2003—04                                        | Bill Kind     | Джордж Годфри | Walter Erbach    | Larry Sharp        | Стив Браун                     | ЧСШАВ 2004 · ЧМВ 2004         |
| Кёрлинг среди смешанных команд (mixed curling) |               |               |                  |                    |                                |                               |
| 1983—84                                        | Стив Браун    | Дайан Браун   | Vince Fitzgerald | Georgia Fitzgerald |                                | ЧСШАСК 1984                   |
| 1987—88                                        | Стив Браун    | Лиза Шёнеберг | Paul Schaefer    | Bonnie Mansfield   |                                | ЧСШАСК 1988                   |

(скипы выделены полужирным шрифтом)

## Результаты как тренера национальных сборных
| Год  | Турнир                                       | Сборная           | Место |
| ---- | -------------------------------------------- | ----------------- | ----- |
| 1998 | Зимние Олимпийские игры                      | США (женщины)     | 5     |
| 1999 | Чемпионат мира по кёрлингу среди женщин 1999 | США (женщины)     | 2     |
| 2004 | Чемпионат мира по кёрлингу среди женщин 2004 | США (женщины)     | 4     |
| 2008 | Чемпионат мира по кёрлингу на колясках 2008  | США (на колясках) | 3     |
| 2008 | Чемпионат мира по кёрлингу среди женщин 2008 | США (мужчины)     | 7     |
| 2009 | Чемпионат мира по кёрлингу на колясках 2009  | США (на колясках) | 4     |
| 2010 | Зимние Паралимпийские игры 2010              | США (на колясках) | 4     |
| 2011 | Чемпионат мира по кёрлингу на колясках 2011  | США (на колясках) | 7     |
| 2012 | Чемпионат мира по кёрлингу на колясках 2012  | США (на колясках) | 5     |
| 2013 | Чемпионат мира по кёрлингу на колясках 2013  | США (на колясках) | 4     |
| 2014 | Зимние Паралимпийские игры 2014              | США (на колясках) | 5     |
| 2015 | Чемпионат мира по кёрлингу на колясках 2015  | США (на колясках) | 5     |
| 2016 | Чемпионат мира по кёрлингу на колясках 2016  | США (на колясках) | 6     |
| 2017 | Чемпионат мира по кёрлингу на колясках 2017  | США (на колясках) | 7     |

## Частная жизнь
Стив Браун начал заниматься кёрлингом в 1960, в возрасте 14 лет.
Его дети — сын Крейг Браун и Эрика Браун — тоже известные американские кёрлингисты, неоднократные чемпионы США и призёры чемпионатов мира. Жена Стива, Дайан Браун — тоже кёрлингистка и тренер, Стив и Дайан в одной команде выиграли чемпионат США среди смешанных команд в 1984.
Стив — основатель и совладелец (с сыном Крейгом) компании Steve's Curling Supplies, производящей оборудование и экипировку для кёрлинга.